# Microgiton submacula
Microgiton submacula är en fjärilsart som beskrevs av Walker 1854. Microgiton submacula ingår i släktet Microgiton och familjen björnspinnare. Inga underarter finns listade i Catalogue of Life.